# Нтаб, Дай Дай
Дай Дай Нтаб (нидерл. Dai Dai Alexandre Ntab; род. 17 августа 1994 года, Амстердам, Нидерланды) — нидерландский конькобежец, чемпион мира и бронзовый призёр чемпионата мира, 2-кратный призёр чемпионата Европы, 7-кратный чемпион и 6-кратный призёр Нидерландов. Выступал за профессиональные команды "iSkate" "Jumbo-Visma".

## Биография
Отец Дай Дай Нтаб сенегалец, мать голландка. Он с раннего детства занимался футболом, теннисом, дзюдо. Его родители узнали друг друга во время отпуска матери, учителя французского языка в Сенегале. Они влюбились, после чего его отец перебрался в Амстердам. В возрасте 4-х лет его родители развелись. Через четыре года после этого Нтаб и его мать переехали в Остервейк, поселение недалеко от Тилбурга, где он катался на роликовых коньках и играл в хоккей. Конькобежным спортом начал заниматься в 12 лет в клубе "De Vennen" под руководством тренера Яна оп ’т Хога.
В 2011 году Нтаб впервые участвовал на чемпионате Нидерландов среди юниоров, позже он переехал в Гронинген, где присоединился к команде конькобежцев "Beslist.nl". Тогда же в сезоне 2013/14 он дебютировал на Кубке мира среди юниоров и на чемпионате мира среди юниоров, где выиграл бронзу на дистанции 500 м. Тогда же в 2014 году он присоединился к команде "iSkate" под руководством тренера Эрвина Тен Хове (клуб). Через год дебютировал на Кубке мира в дивизионе "В" и сразу занял 1-е место в забеге на 500 м. Он получил травму паха в конце 2015 года, поэтому не смог полноценно выступать в следующем сезоне.
В сезоне 2016/17 Нтаб впервые выиграл на этапе Кубка мира в Казахстане дистанцию 500 м, через месяц стал чемпионом Нидерландов в той же 500-метровке. В 2017 году участвовал на чемпионате мира на отдельных дистанциях в Канныне, где принял участие на дистанции 500 м и был дисквалифицирован. В следующем сезоне 2017/18 он вновь был первым на Национальном чемпионате в забеге на 500 м, в декабре 2017 года на этапе Кубка мира занял 3-е место в 500-метровке, а в январе 2018 года не смог пройти квалификацию на олимпиаду. Он выиграл чемпионат страны в комбинации спринта в 2018 году.
Следом выиграл чемпионат страны в комбинации спринта, а в марте на этапе Кубка мира в Минске стал вторым на дистанции 500 м. В 2019 году Нтаб был вторым на Кубке мира в командном спринте дважды, на чемпионате Нидерландов в забеге на 500 м и в спринте. На чемпионате мира на отдельных дистанциях в Инцелле стал 8-м на дистанции 500 м. Первый международный успех пришёл в начале 2020 года, когда он выиграл серебряную медаль на 500-метровке на дебютном чемпионате Европы в Херенвене. В 2020 году он перешёл в команду "Jumbo-Visma" под руководством Жака Ори.
Нтаб выиграл чемпионат Нидерландов в забеге на 500 м и стал третьим на дистанции 1000 м. В феврале на чемпионате мира на отдельных дистанциях в Солт-Лейк-Сити с партнёрами выиграл золотую медаль в командном спринте и 13-е место в забеге на 500 м. Следом занял 9-е место в спринте на чемпионате мира в спринтерском многоборье. В 2021 году он в очередной раз поднялся на 1-е место в забеге на 500 м на чемпионате страны, в спринте был 3-м. На 1-м этапе Кубке мира в Херенвене выиграл золото на дистанции 500 м.
На чемпионате мира на отдельных дистанциях в Херенвене Нтаб завоевал бронзу на дистанции 500 м. После чемпионата Нидерландов, где он был 2-м на 500-метровке, участвовал на чемпионате Европы в Херенвене, на котором бегал на своей коронной дистанции и занял 3-е место. Олимпийский отбор Нтаб не смог пройти вновь. Он занял 2-е место на дистанции 500 м, чего хватило только на место в качестве запасного в Пекине. Через год больших успехов он не добился, из-за проблем со спиной.
Сезон 2022/23 совсем прошёл неудачно. Только в начале 2023 года на Кубке мира занял 3-е место на 500-метровке, а следом на чемпионате мира на отдельных дистанциях в Херенвене стал только 7-м на дистанции 500 м. В конце сезона у него закончился контракт с командой Жака Ори "Jumbo-Visma", после чего его не продлили с ним из-за слабого выступления в последних сезонах.

## Спортивные достижения
| Год  | Чемпионат Нидерландов (на отдельных дистанциях) | Чемпионат Нидерландов спринт | ЧM спринт | ЧM на отдельных дистанциях | Олимпийские игры | Кубок мира         | Чемпионат мира среди юниоров |
| ---- | ----------------------------------------------- | ---------------------------- | --------- | -------------------------- | ---------------- | ------------------ | ---------------------------- |
| 2014 | 18e 500 м                                       |                              |           |                            |                  |                    | 500 м · 14e 1000 м           |
| 2015 | 6e 500 м 16e 1000 м                             | 15e (4e, 24e, 6e, 17e)       |           |                            |                  | 29e 500 м          |                              |
| 2016 | 4e 500 м 13e 1000 м                             | 12e · (10e, 20e, , 14e)      |           |                            |                  |                    |                              |
| 2017 | 500 м · 10e 1000 м                              | 4e · (, 11e, , 8e)           |           | DQ 500 м                   |                  | 500 м · 39e 1000 м |                              |
| 2018 | 500 м · 7e 1000 м                               |                              |           |                            |                  |                    |                              |

- для соревнований в спринте в скобках указаны дистанции (500 м, 1000 м, 500 м, 1000 м)
- DQ = дисквалификация

## Личная жизнь
Дай Дай Нтаб обучался в колледже им.Йохана Кройфа в Гронингене по специальности "Коммуникации и маркетинг". Он свободно говорит по-голландски и по-французски, хотя всю жизнь жил в Нидерландах. Его отец до сих пор живет в Амстердаме, и следит за выступлениями своего сына в прямой трансляции и по телевидению. Они часто общаются по телефону.